# Energibranschens centralförbund Finergy
Energibranschens centralförbund Finergy (finska: Energia-alan keskusliitto Finergy), var en finländsk närings- och arbetsmarknadspolitisk sammanslutning för energisektorn.
Organisationen, som grundades 1996 och hade sitt säte i Helsingfors, tillhörde Industrins och arbetsgivarnas centralförbund. Medlemmar i Energibranschens centralförbund var bland annat ett 130-tal (2002) lokala elbolag. Organisationen ansvarade för branschens gemensamma och allmänna intressebevakning och medlemsservice samt förhandlade om kollektivavtal. Organisationen, som samarbetade med Finska elenergiförbundet Sener. Förbundet uppgick i den 2004 bildade organisationen  Finsk Energiindustri.